# Устьинская набережная
У́стьинская на́бережная — набережная в центре Москвы на правом берегу Яузы в Таганском районе между Большим Устьинским мостом и Яузской улицей.

## Происхождение названия
Название дано по расположению набережной близ устья реки Яуза, употребляется с XIX века.

## Описание
Устьинская набережная в соответствии со своим названием является первой набережной Яузы, считая от места впадения её в Москву-реку и переходит в Серебряническую. Начинается от Москворецкой набережной Москвы-реки и Малого Устьинского моста через Яузу, проходит на северо-восток до Астаховского моста и Яузской улицы. Напротив расположена Подгорская набережная. С левой стороны набережной расположен сквер с обелиском «Пограничникам Отечества» (1997, скульпторы В. А. Суровцев, Е. М. Суровцев, архитекторы В. В. Кочергин, В. В. Алёшин). Домов за набережной не числится.

## Транспорт
Вблизи набережной расположены станции метро  Таганская,  Таганская,  Марксистская и  Китай-город.